# ذره لاندا
ذره لاندا (lambda particle)، ذره‌ای بنیادی از رده هیپرون‌ها که بار الکتریکی ندارد و جرمش ۲۱۸۳ برابر جرم الکترون است.
-Λ = p+π